# Cassagnes-Bégonhès (tổng)
Tổng Cassagnes-Bégonhès là một tổng thuộc tỉnh Aveyron trong vùng Occitanie.
Tổng này được tổ chức xung quanh Cassagnes-Bégonhès ở quận Rodez. Độ cao khu vực này dao động từ 394 m (Sainte-Juliette-sur-Viaur) đến 978 m tại Arvieu.

## Hành chính
| Giai đoạn | Ủy viên             | Đảng | Tư cách                         |
| --------- | ------------------- | ---- | ------------------------------- |
| 1833-1848 | Hippolyte de Barrau |      | Nghiệp chủ tại Rodez            |
| 1849-1853 | Eugène de Barrau    |      | Luật sư                         |
| 1853-1856 | Adolphe de Barrau   |      | Bác sĩ                          |
| 1856-1868 | Bonnefous           |      | Juge de Paix                    |
| 1868-1881 | Mignonac            |      | Thị trưởng Comps-la-Grand-Ville |
| 1881-1890 | Fabre               |      | Médecin à Salmiech              |
| 1890-1898 | Bonnefous           |      | Procureur à Marvejols           |
| 1898-1928 | E. Vernhes          |      | Thị trưởng Salmiech             |
| 1928-1935 | A. Destours         |      | Thị trưởng Salmiech             |
| 1935-1945 | M. de Rudelle       |      | Thị trưởng Cassagnes-Bégonhès   |
| 1979-1976 | Léopold Destours    |      | Thị trưởng Cassagnes-Bégonhès   |
| 1976-     | Henri Jaudon        |      | Thị trưởng Salmiech             |
| 2001-2008 | Bernard Destours    | RPR  |                                 |
| 2008-2014 | Régis Cailhol       | PS   | Ủy viên vùng                    |

## Các đơn vị trực thuộc
Tổng Cassagnes-Bégonhès gồm 7 xã với dân số 5 319 người (điều tra dân số năm 1999, dân số không tính trùng)
| Xã                        | Dân số | Mã bưu chính | Mã insee |
| ------------------------- | ------ | ------------ | -------- |
| Arvieu                    | 880    | 12120        | 12011    |
| Auriac-Lagast             | 280    | 12120        | 12015    |
| Calmont                   | 1 582  | 12450        | 12043    |
| Cassagnes-Bégonhès        | 982    | 12120        | 12057    |
| Comps-la-Grand-Ville      | 426    | 12120        | 12073    |
| Sainte-Juliette-sur-Viaur | 441    | 12120        | 12234    |
| Salmiech                  | 728    | 12120        | 12255    |

## Biến động dân số
| 1962                                                     | 1968  | 1975  | 1982  | 1990  | 1999  |
| -------------------------------------------------------- | ----- | ----- | ----- | ----- | ----- |
| 5 832                                                    | 6 176 | 5 612 | 5 453 | 5 313 | 5 319 |
| Nombre retenu à partir de 1962 : dân số không tính trùng |       |       |       |       |       |